# Mierovo
Mierovo este o comună slovacă, aflată în districtul Dunajská Streda din regiunea Trnava. Localitatea se află la altitudinea de 124 m deasupra n.m., se întinde pe o suprafață de 6,19 km2 și în 2017 număra 445 de locuitori.

## Istoric
Localitatea Mierovo este atestată documentar din 1260.

## Demografie
| An:                | 1994 | 2004   | 2014   | 2024   |
| ------------------ | ---- | ------ | ------ | ------ |
| Număr de persoane: | 390  | 415    | 454    | 461    |
| Diferență:         |      | +6,41% | +9,39% | +1,54% |

| An:                | 2023 | 2024   |
| ------------------ | ---- | ------ |
| Număr de persoane: | 453  | 461    |
| Diferență:         |      | +1,76% |